# ガザ・イスラエル紛争

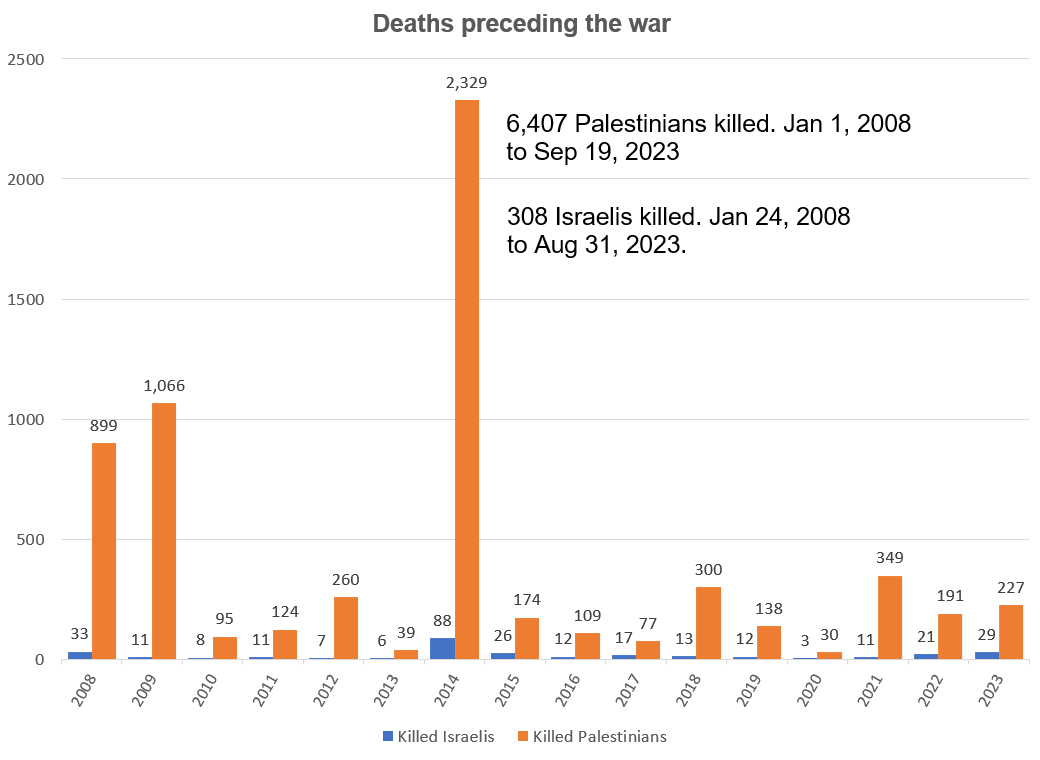
イスラエル人とパレスチナ人の犠牲者を表したグラフ（2023年まで）。パレスチナ人の死者のうち、5,360人はガザ地区、1,007人は西岸地区、37人はイスラエル領内。そのほとんどが民間人であった。

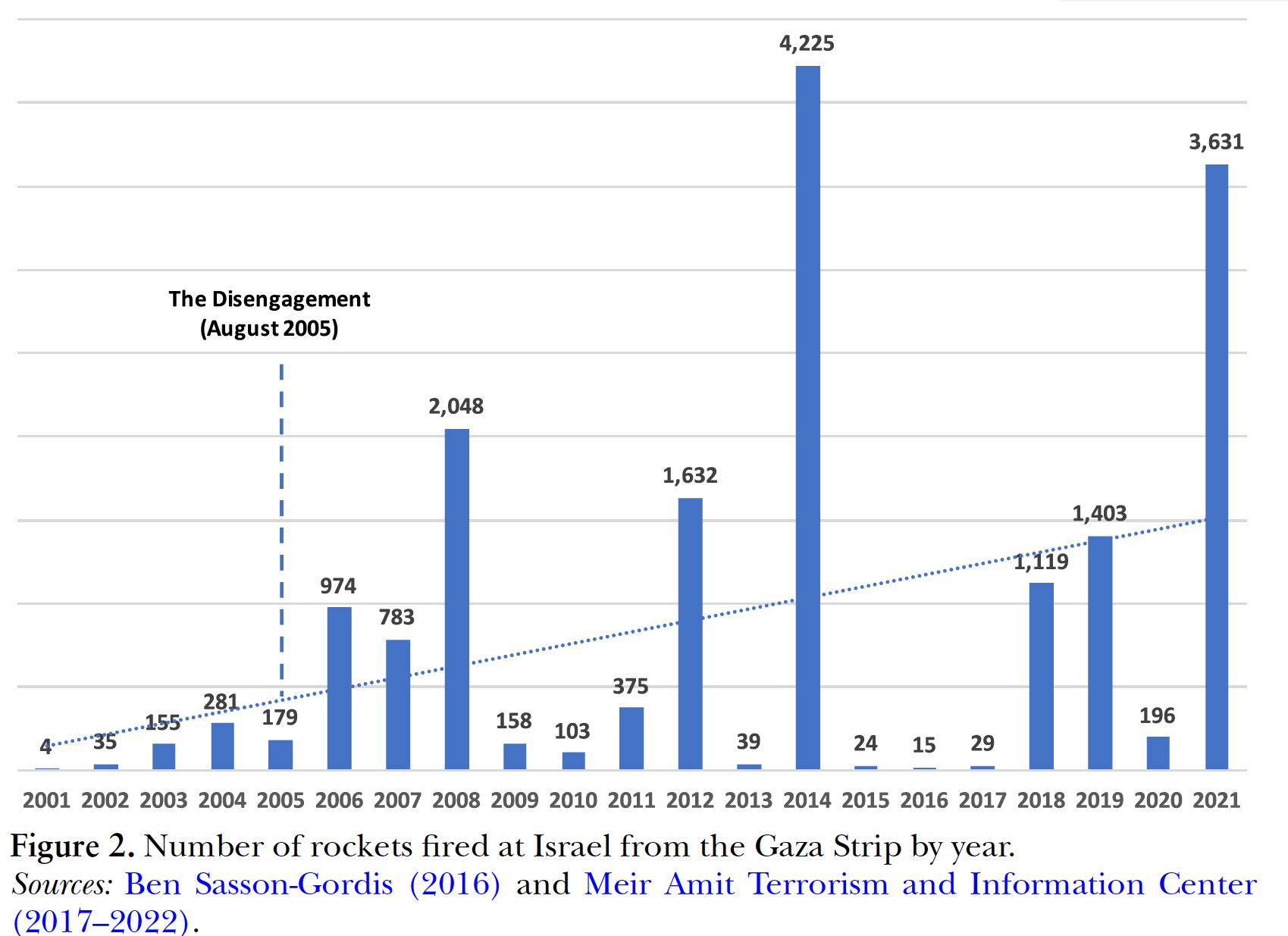
ガザ地区からイスラエル領へのミサイル攻撃の回数を表したグラフ（2001年から2021年まで）

ガザ・イスラエル紛争（ガザ・イスラエルふんそう）は、2006年以降ガザ地区とその周辺地域で発生している武力衝突。単にガザ紛争（戦争）、ハマースを強調したイスラエル・ハマース紛争（戦争）、イスラエルの侵攻を強調したガザ侵攻など他にも様々な呼び方がなされる。これまで5回の大規模な戦闘が発生しており、直近では2023年に発生している。
発端は2005年に行われたイスラエルのガザ地区等撤退であった。撤退後、2006年パレスチナ議会選挙で反イスラエルを掲げる過激派のハマースが勝利し、ファタハとの短期間の戦闘を経てガザ地区の支配権を確立したことで最高潮を迎えた。ハマースが主導するガザ政府に対して、イスラエルとエジプトは国境封鎖を実施し、ガザ地区の経済は壊滅的な打撃を受けた。国際人権団体は集団的懲罰として非難しているが、イスラエルは武器・デュアルユースの移動の阻止を目的として封鎖を正当化している。
またエジプト、イラン、カタール、トルコといった地域大国の権力闘争という側面もあり、紛争を巡ってイラン・サウジアラビア代理戦争、カタール・サウジアラビア外交紛争、エジプト・トルコ関係の悪化が引き起こされた。

## 大規模な戦闘の一覧
| 回数 | 戦闘                                                             | 期間      | アラブ人死者数               | イスラエル人死者数       | インフラの損傷または破壊                                  | 避難者数                                                               | その他                                                                    |
| ---- | ---------------------------------------------------------------- | --------- | ---------------------------- | ------------------------ | --------------------------------------------------------- | ---------------------------------------------------------------------- | ------------------------------------------------------------------------- |
| 1    | 1948年パレスチナ戦争・第一次中東戦争                             | 1948–1949 |                              |                          |                                                           | 20万人のアラブ人がイスラエルによってガザに避難または追放された。       | ガザ地区が独立                                                            |
| 2    | パレスチナのフェダイーンの反乱                                   | 1949–1956 | 216 (1955年まで）            | 8 (1955年まで）          |                                                           |                                                                        | パレスチナ・イスラエルの国境紛争                                          |
| 3    | 第二次中東戦争                                                   | 1956–1957 | 1,231–1,446                  | 172+ 戦死                |                                                           |                                                                        | ガザ地区の全人口の1％がイスラエルによって殺害、負傷、拷問、投獄された     |
| 4    | 第三次中東戦争                                                   | 1967      |                              |                          | UNRWA学校の90％が損傷                                     | - 45,000人の市民（ガザ人口の10％）がイスラエルから逃亡または追放された |                                                                           |
| 5    | 小規模な内乱                                                     | 1967–1971 | 民間人39人、戦闘員71人       | 民間人9人、兵士8人       |                                                           |                                                                        | イスラエルは1967年から1970年にかけて、約1万人のガザ人を裁判なしで拘束した |
| 6    | イスラエル、パレスチナ民族主義者、イスラーム過激派の三つ巴の対立 | 1979–1983 |                              |                          |                                                           |                                                                        |                                                                           |
| 7    | 第1次インティファーダ                                            | 1987–1993 | 523人が死亡 、78,338人が入院 |                          |                                                           |                                                                        | ガザの子どもたちの42％が、IDFから暴行を受けたと報告している               |
| 8    | 第2次インティファーダ                                            | 2001–2005 | - 3,000                      |                          |                                                           |                                                                        |                                                                           |
| 9    | 解放後のガザ侵攻                                                 | 2005–2007 | 民間人359人の、309人の兵士   | 兵士4人、民間人4人       |                                                           |                                                                        |                                                                           |
| 10   | ガザ紛争 (2008年-2009年)                                         | 2008–2009 | 民間人1,181人、兵士236人     | 兵士10人、民間人3人      | 46,000世帯、34の病院と診療所、214の学校、52のモスクと教会 | 10万人がホームレスに                                                   | 農産物と農機具の80％が破壊された                                          |
| 11   | 防衛の柱作戦                                                     | 2012      | 民間人103人、戦闘員55人      | 民間人4名、兵士2名       | 97の学校、49のモスクと教会、15の病院と診療所              | 350-700世帯                                                            |                                                                           |
| 12   | ガザ侵攻 (2014年)                                                | 2014      | 2,251人死亡（65％が民間人）  | 兵士67名、民間人6名      | 203のモスクと2つの教会、ガザ市の25％の住宅                | 52万人（ガザ人口の30％）が国内避難民となる。                           |                                                                           |
| 13   | 2021年イスラエル・パレスチナ危機                                 | 2021      | 民間人128人、兵士128人       | 民間人14名、兵士1名      | 15,000世帯、58の学校、9の病院、19の診療所。               | 国内避難民113,000人                                                    |                                                                           |
| 14   | 2023年パレスチナ・イスラエル戦争                                 | 2023–現在 | 46,000–70,000+               | 民間人876+人、兵士756+人 |                                                           |                                                                        |                                                                           |

## 背景

### ガザ地区の分離壁
1996年に完成したイスラエル・ガザ国境壁は、ガザ地区からイスラエルへ侵入するパレスチナ人を減少させた。第2次インティファーダ以降、ガザ地区からイスラエルへ就労目的で入国することは禁止されている。医療目的でイスラエルに入国するための特別許可は大幅に減り、パレスチナ人の旅行も困難となっている。
Daniel Schueftanが1999年に出版した Disengagement: Israel and the Palestinian Entity（分離の必要性：イスラエルとパレスチナ自治政府）の中で、分離主義の根底にある議論が批評されている。なおSchueftanはイツハク・ラビンとエフード・バラックの「厳しい分離」を支持している。
イツハク・ラビンは1992年にイスラエルとパレスチナの分離壁を初めて提案し、1994年までに最初の分離壁となるイスラエル・ガザ分離壁の建設を開始した。この分離壁はセンサーを備えた金網であった。ネタニヤ付近のベット・リッドへの攻撃の後、ラビンはその計画の背後にある目的を特定し、次のように述べた。
This path must lead to a separation, though not according to the borders prior to 1967. We want to reach a separation between us and them. We do not want the majority of the Jewish residents of the state of Israel, 98% of whom live within the borders of sovereign Israel, including a united Jerusalem, to be subject to terrorism."

### 第2次インティファーダ

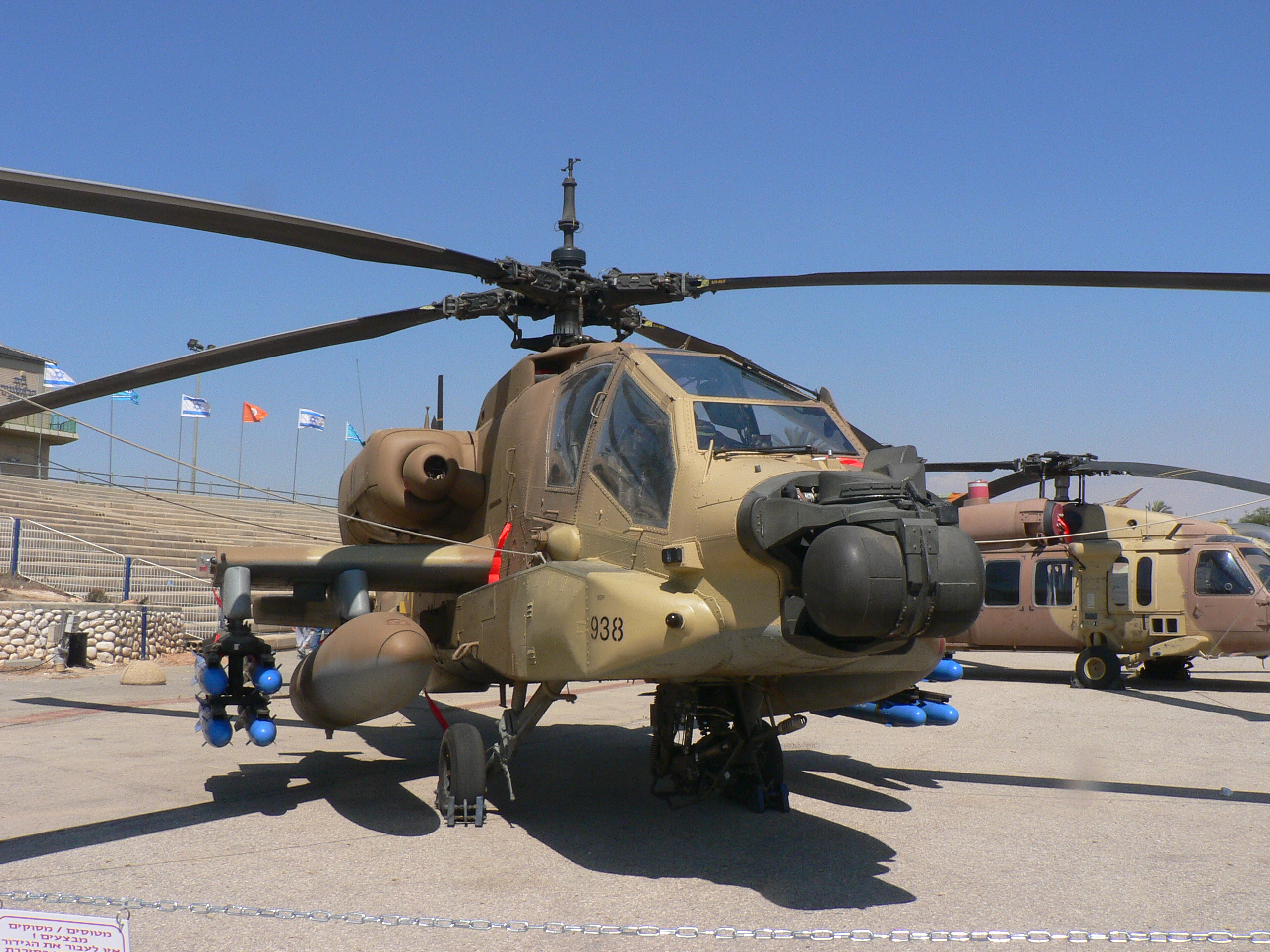
イスラエル航空宇宙軍のAH-64 アパッチ。誘導ミサイルを発射できるように開発され、パレスチナの軍事指導者や要人殺害に用いられた。

2000年9月より第2次インティファーダ（アル＝アクサ・インティファーダとも）が始まった。多くのパレスチナ人はインティファーダを第三次中東戦争後に押し付けられたイスラエルの占領に対する民族解放闘争と考えていたが、多くのイスラエル人はインティファーダをテロ攻撃だと認識していた。
パレスチナ人側は第1次インティファーダと同じく大規模な抗議運動およびゼネラル・ストライキ、自爆テロ、カッサームロケットを使ったイスラエル南東部の住宅地への爆撃など多岐にわたった。イスラエル政府は取り締まりの強化、検問所の設置、分離壁の建設、過激派の暗殺で対処した。
2006年のパレスチナ議会選挙の後、イスラエルはマフムード・アッバース率いるパレスチナ解放機構と交渉する一方で、ハマースの活動家や過激派を標的とした爆撃やハマースから選出された政治家の逮捕を行った。
2000年から2007年までに、軍人と民間人の死者数は、パレスチナ人4,300人以上、イスラエル人1,000人以上と推定されている。また外国人64人（54人がパレスチナ人、10人がイスラエル治安部隊）が死亡した。

### イスラエルのガザ地区撤退
イスラエルは制空権及び制海権を維持した上で、2005年8月から9月にかけてガザ地区から撤退した。カッサームロケットによる攻撃はイスラエル軍の撤退前から定期的に実施されていたが、ガザからの撤退後は頻度が増加した。パレスチナ過激派はイスラエル南部の多くの軍事基地や民間の町を標的にしている。
2001年以降、パレスチナ過激派はガザ地区からイスラエルに数千回のロケット弾と迫撃砲攻撃を仕掛け、イスラエル市民を死傷させ恐怖を与えた。

### ハマースの台頭
2006年のパレスチナ立法評議会の選挙でハマースが過半数を獲得すると、イスラエルとガザ間の紛争は激化した。イスラエルはガザ地区との国境を封鎖し、人の自由な往来と多くの輸出入を大幅に妨げた。パレスチナ人はガザ国境近くにあるイスラエル人居住地にカッサームロケットを発射し、イスラエル兵の殺害または捕獲を目的とした国境を越えた襲撃を行った。2006年6月25日にギルアド・シャリートが誘拐されたのもそのひとつで、イスラエルはハマースを標的とした空爆を含めた大規模な報復を行った。
2007年、ハマースとファタハの内部対立が激化し、6月にハマースは武装クーデターを決行しガザ地区を制圧した。2007年7月7日から15日まで続いたガザの戦闘 に勝利したハマースはガザ地区を完全に掌握し、ヨルダン川西岸地区のパレスチナ自治政府から独立した政府が樹立された（ガザ政府）。この戦闘でパレスチナ人が118人死亡、550人以上が負傷した。
イスラエルは制裁としてガザへの人と物資の出入りを大幅に制限した。これによりガザの経済状況は悪化し、ガザの労働者の約70%が失業または無職となり、住民の約80%が貧困の中で暮らしている。
ハマースのガザ地区掌握以降、ガザのパレスチナ武装勢力とイスラエルは衝突を続けている。パレスチナ人武装勢力は度々イスラエルへロケット弾攻撃を行い、子供を含むイスラエル市民を死傷させ、インフラを破壊した。イスラエルは報復としてガザ地区を砲撃し、戦闘員のみならず子供を含む民間人が死傷し、インフラは壊滅的な被害を被った。ヒューマン・ライツ・ウォッチによれば、イスラエルのパレスチナ人の民間人に対する意図的な攻撃は国際人道法に違反している。他方、ハマースはガザ地区内で権力を行使しているため、たとえ他の組織による不法攻撃であっても阻止する責任を負っているとしている。

## 経過

### 紛争の始まり（2006年）
ガザ地区とその周辺で大規模な戦闘が始まったのは、パレスチナ武装勢力によるイスラエル軍のギルアド・シャリートの拉致に起因する。イスラエルは2006年6月28日に「夏の雨作戦」を実施し、2005年の撤退以来となるガザ地区内での大規模動員となった。
2006年6月9日、ガザ地区北部のベイト・ラヒアの砂浜で爆発事故が発生し、ガーリヤ一家を含む8人が死亡、少なくとも30人が負傷した。この事件は世界中からの注目を集め、爆発の責任を巡り数週間にわたって激しく議論された（2006年ガザ・ビーチ爆発）
イスラエルはカッサームロケット攻撃を阻止しつつ、ギルアド・シャリートを確保するために数千人を動員したと主張している。2005年9月から2006年6月にかけて推定で7,000発 から 9,000 発のイスラエル軍の砲撃が実施され、6か月の間に約80人のパレスチナ人が死亡した。なおパレスチナ側が2000年9月から2006年12月21日までの期間にイスラエルに向けて発射したカッサームロケットは1,300発以上とみられている 。また、イスラエル軍は武装勢力が武器を密輸するために使用したトンネルの捜索と作戦の監視を続けた。安全上の理由から、特に武器の移送や、亡命した過激派指導者やテロリストの無制限の帰還などの理由から、検問所での検問が行われた（欧州連合ラファ国境支援ミッションの支援もあった）。2006年10月18日の時点で、イスラエルはガザ地区とエジプト間で武器密輸に使用されている20本のトンネルを発見している。
イスラエルはギルアド・シャリートが釈放され次第、ガザ地区から撤退し作戦を終了すると発表していた。パレスチナ人は、イスラエルの刑務所に拘束されているパレスチナ人の一部を釈放すればシャリートを解放する用意があると述べた。パレスチナ人などはまた、今回の侵攻は民主的に選出されたハマース主導のガザ政府の打倒とパレスチナ国家の不安定化を目的としており、発電所などの民間インフラへの攻撃や政府や国会議員の拘束などを挙げている。ギルアド・シャリートの誘拐以来、ガザ地区では約300人のパレスチナ人がイスラエル国防軍の標的となっていた。
2006年7月に報告されたパレスチナ人の負傷者のレポートでは、深刻な損傷を受けた内臓、重度の内部灼熱感、切断や死亡につながる深い内部傷など、これまでに見られない傷害を負った患者が発生しているという。遺体はひどく断片化され、溶け、変形した状態で見つかった。イスラエル軍の新しい実験兵器、特に高密度不活性金属爆薬の使用が疑われた。
ガザ地区北部のパレスチナ過激派がイスラエル南部に向けて発射したカッサームロケット攻撃を阻止するため、イスラエルは2006年11月1日に「秋の雲作戦」を実施した。
2006年11月8日、秋の雲作戦に続いてイスラエルが撤退した翌日、目標を外れたイスラエル軍の砲弾がベイト・ハヌーンの住宅街に落下し、パレスチナ人19人が死亡、40人以上が負傷した（2006年ベイト・ハヌーン砲撃）。イスラエル軍は事故の捜査を開始し、後に謝罪した。エフード・オルメルト首相は、今回の事故で被害を受けた人々に向けて人道支援を申し出た。
秋の雲作戦が始まった後、スペインのホセ・ルイス・ロドリゲス・サパテロ首相はフランスのジャック・シラク大統領との会談中に和平計画を提案し、イタリアのロマーノ・プローディ首相はこの和平計画を支持した（2006年中東和平計画） 。
11月26日、パレスチナ諸組織とイスラエルによって停戦協定が締結され、カッサームロケット発射を阻止するためにパレスチナ自治政府軍が出動する中、イスラエル軍は撤退した。停戦協定後、ガザ地区からイスラエルに向けて60発以上のカッサームロケットが発射され、イスラエル軍によって武装したパレスチナ人1名が殺害された。12月19日、イスラーム聖戦はジェニンで構成員2人を殺害された報復としてカッサームロケットを発射したと認めた

### ファタハ・ハマースの衝突とガザ封鎖（2007年）
ハマース統治下のガザ地区でのパレスチナ人武装勢力とイスラエル軍の戦闘は2007年5月中旬に始まり、その間にパレスチナ人の間で暴力が激化した。パレスチナ人は、1週間以上の間にイスラエルのスデロットと西部ネゲヴに向けて220発以上のカッサームロケットで攻撃を行った。イスラエル空軍は発射場にミサイルと爆弾を発射した。この戦闘は、パレスチナ人の深刻な内部抗争と、パレスチナにおける人道危機が高まっているとの報告の中で起こった。ハマースはイスラエルの攻撃に対する報復を続けると述べた。
2007年9月、カッサームロケット攻撃の激化を理由に、イスラエルはガザを「敵対地域」と宣言した。この宣言により、イスラエルは電力、燃料、その他の物資のガザへの移送を阻止することが認められた。この封鎖の目的は、ハマースにロケット弾攻撃を中止するよう圧力をかけ、ロケット弾攻撃の継続に必要な物資を奪うことであった。一連の封鎖は「集団的懲罰」として広く非難された。
また、イスラエルは閣僚2名を含むヨルダン川西岸地区のハマース関係者を逮捕した。このような逮捕は国際機関や政治家によって強く非難された。
国際連合の調査によれば、2008年1月までにイスラエルによるガザ封鎖の経済的影響は臨界点に達した。ロケット弾攻撃の増加を理由に、2008年1月17日にイスラエルは国境を完全に封鎖した。ハマースは1月23日にラファ検問所付近の国境の壁を爆破し、150万人を超えるガザ市民がエジプトへ渡った。

### 暑い冬作戦（2008年）
2008年2月27日、パレスチナ武装勢力はイスラエル南部に40発以上のカッサームロケット弾を発射し、報復としてイスラエル軍はガザのパレスチナ内務省に向けてミサイル3発を発射し、建物を破壊した。28日、イスラエル軍の航空機がガザ市のハマース指導者イスマーイール・ハニーヤの自宅近くにある警察署を爆撃し、数人の子供が死亡した。イスラエル軍は、ガザ北部からロケット弾を発射する武装勢力に対する空と地上の作戦で少なくとも23人の武装パレスチナ人を攻撃したと発表しているが、パレスチナ情報筋は死者数はさらに多く、多くの民間人も殺害されたと報告している。
2月29日、イスラエルは空と地上の作戦を開始した。イスラエル軍の攻勢により、1週間で100人のパレスチナ人が死亡した。パレスチナ側はイスラエルにロケット弾150発を発射し、イスラエル人3人が死亡した。 アメリカ合衆国は両者に衝突の停止を求めた。パレスチナのマフムード・アッバース大統領はイスラエルを「国際的なテロリスト」と非難し、「ホロコースト以上のものが起きている」と述べた。3月3日にイスラエルはより多くの攻撃を行うため増員を承認すると、アッバース大統領はイスラエルと連絡を停止した。
アメリカ合衆国国務省はイスラエルに自制を促し、2000年に戦闘が勃発して以来、1日当たりの死傷者数としては最多となる54人のパレスチナ人が死亡したことを受けて欧州連合と国際連合はイスラエルの「不当な武力行使」を非難した。国際連合事務総長の潘基文は、イスラエルに攻撃の停止を求める一方でパレスチナのロケット攻撃を非難した。
イスラム世界では、イスラエルに対して抗議運動が起こった。イランの最高指導者アリー・ハーメネイー師はムスリムに立ち上がり、指導者らは「国民の怒りを感じ取って」イスラエルを攻撃するよう呼びかけた。レバノンでは数百人のヒズボラ支持者がレバノンとイスラエルの国境にあるファティマ検問所に集まり、「イスラエルに死を」と叫び、レバノンとパレスチナの旗を振った。エジプトでは、数千人の学生が全国の大学で抗議活動を行い、アラブの指導者らにイスラエルの侵略を止め、パレスチナ人を支援するよう求めた。一部のデモ参加者はイスラエルとアメリカの国旗を燃やした。ヨルダンではムスリム同胞団と小規模な反政府グループの約1万人の抗議者が街頭に繰り出した。一方、サウジアラビアはイスラエル軍の攻撃を「ナチスの戦争犯罪」に例え、パレスチナ人の「大量虐殺」と呼ばれる行為を止めるよう国際社会に求めた。トルコのレジェップ・タイイップ・エルドアン首相は、イスラエル軍の攻撃には「人道的正当化」はあり得ないと述べ、イスラエルは紛争の「外交的解決」を拒否していると付け加えた。
2008年3月3日、ほとんどのイスラエルの戦車と軍隊がガザ北部から撤退し、イスラエル軍の報道官は、イスラエル軍が5日後にガザでの攻撃作戦を終了すると認めた。
一連の戦闘でイスラエル軍は112人のパレスチナ人を殺害し、パレスチナ武装勢力はイスラエル人3人を殺害した。また150人以上のパレスチナ人と7人のイスラエル人が負傷した。

### イスラエルとハマースの一時停戦（2008年）

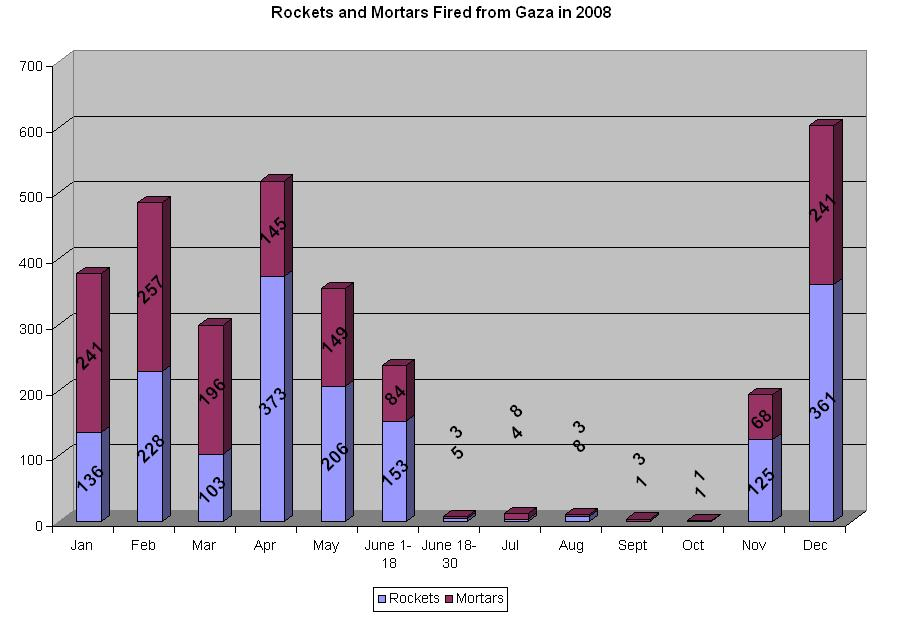
イスラエル軍と連携したメイア・アミット情報・テロ情報センターによると、2008年はイスラエルで毎月ロケット弾が命中している。

エジプトの仲介により、2008年6月19日にイスラエルとハマースは6か月間のターディヤ（アラビア語で「心を落ち着かせる」という意味）に合意した。完全な戦闘停止には至らなかったが、発効以降ガザ地区からのロケット弾と迫撃砲の攻撃はそれぞれ19回と18回にまで大きく減少した。イスラエルはガザ地区へ入る物品の制限を緩和したが、生活環境が改善されるほどの量は無かった。アメリカ当局によると、イスラエルはガザ経済を「崩壊目前」に保つつもりだと述べた。
11月4日、合意に反してイスラエルはガザを攻撃した。イスラエルはイスラエル兵士を誘拐するためのハマースのトンネル破壊を目的としていると主張したが、ハマースはそのトンネルは防衛用であり、誘拐には使用していないと主張した。
12月19日に6か月間のターディヤが期限を迎えると、ハマースはその後3日間でイスラエルに50発から70発以上のロケット弾と迫撃砲を発射したが、イスラエル人に負傷者はいなかった。21日、ハマースはイスラエルがガザへの「侵略」を止め、国境検問所を開放すれば、攻撃を停止し、停戦を更新する用意があると述べた。

### ガザ紛争（2008年-2009年）

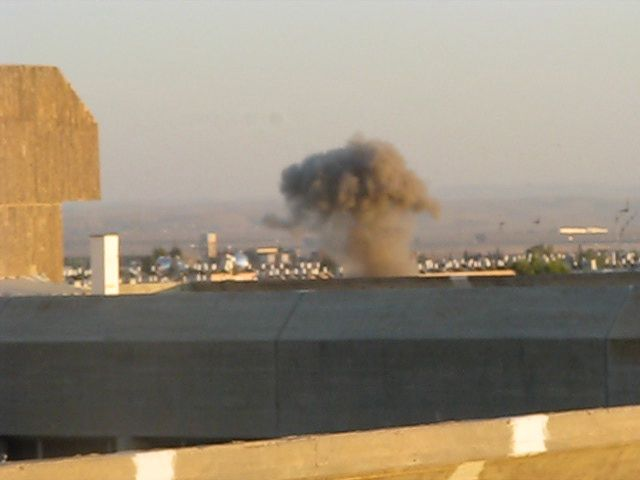
攻撃を受けるベエルシェバ（2009年1月）

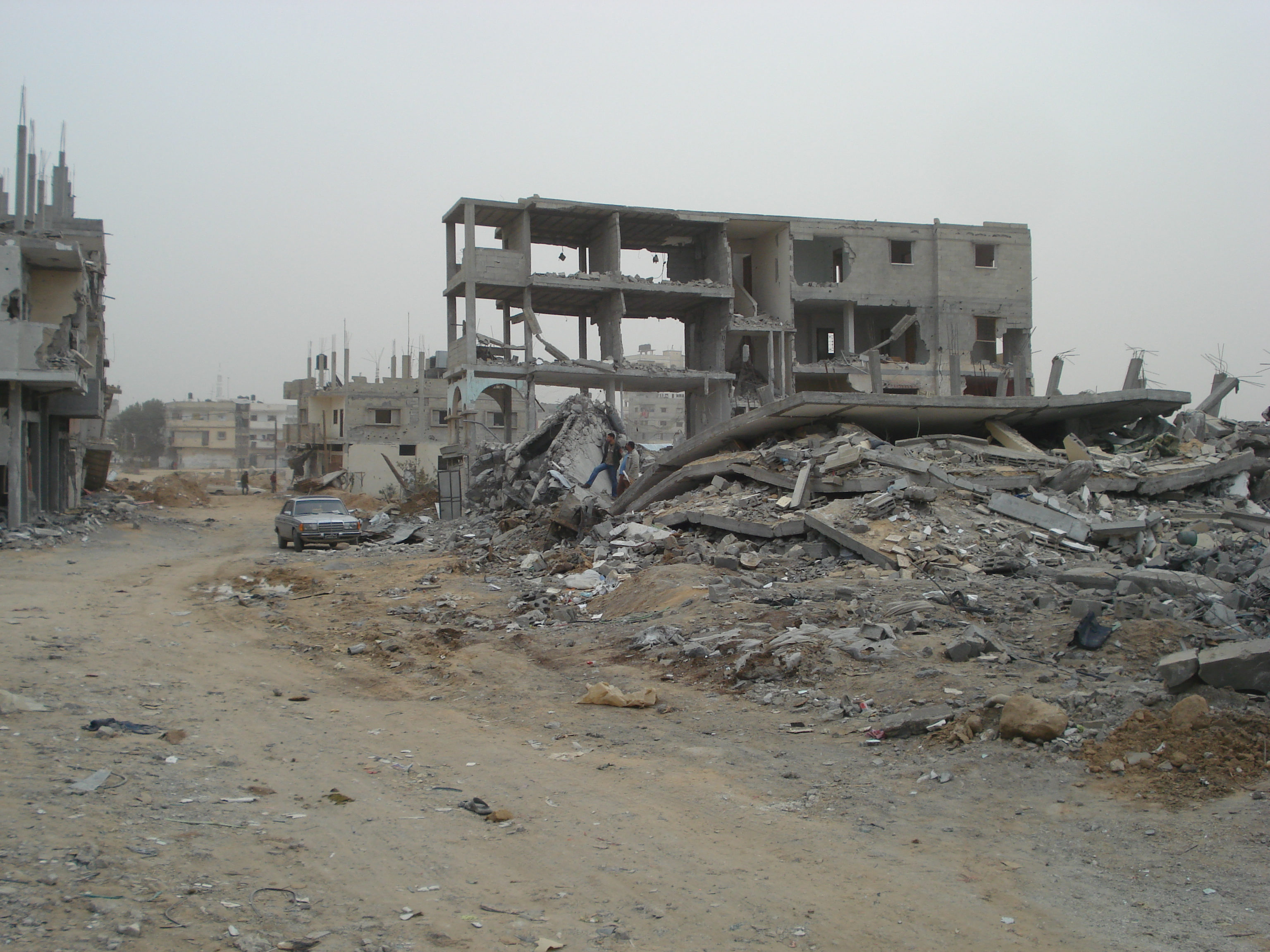
破壊されたガザ市の建物（2009年1月）

2008年12月27日、イスラエルは「キャストリード作戦」と呼ばれる大規模な軍事作戦を実行に移した。目的はイスラエル南部へのロケット攻撃の阻止と、ガザへの武器の密輸の阻止であった。イスラエルはガザ地区全土に激しい空爆を行い、ハマースの基地、警察訓練キャンプ、警察所を破壊した。また武器やロケット弾の保管場所として使われているとして、モスク、住宅街、医療施設、学校といった民間インフラにも攻撃を加えた。ハマースはロケット弾と迫撃砲攻撃を強化し、これまで標的にされなかったベエルシェバやアシュドッドなどの都市を攻撃した。2009年1月3日、イスラエルはガザ地区の地上侵攻を開始した。
戦闘は最初にイスラエル、次にハマースが一方的な停戦を発表した後、1月18日に終結した。イスラエル軍は21日にガザ地区から撤退した。
この紛争は第三次中東戦争以来、ガザにおける最大規模、最も破壊的かつ最も死者を出した軍事作戦であった。推定で1,166人から1,417人のパレスチナ人と13人のイスラエル人が死亡したとされ、アラブ世界では「ガザ虐殺」とも呼ばれている。人権団体や支援団体は無差別攻撃を続ける双方を戦争犯罪と呼んで非難した。
3月2日、国際援助国は主にガザ再建のためにパレスチナ人へ45億ドルの援助を約束した。

### 2010年3月の衝突
2010年3月26日、ガザ地区南部の都市ハーンユーニス近くの国境でイスラエル軍とハマースで戦闘が発生し、2人のイスラエル軍人と2人のハマース戦闘員が死亡した。2008-2009年の紛争以来、ガザ地区でイスラエル軍に戦死者が発生するのは初めて。

### 2011年の越境攻撃

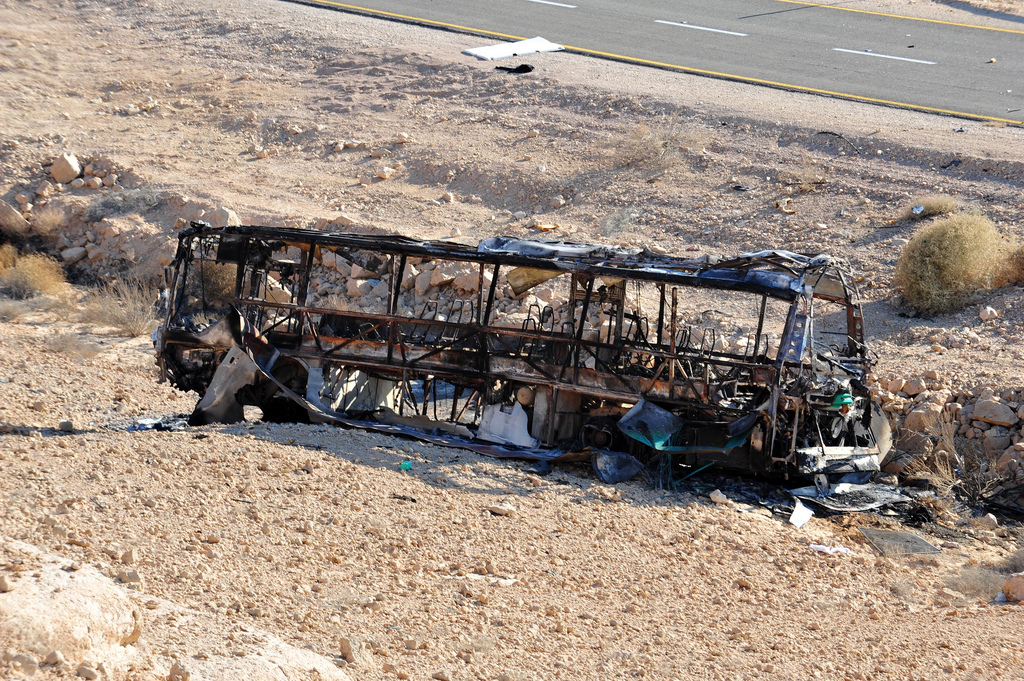
2011年の越境攻撃で破壊されたバス

2011年8月18日、エジプト国境近くのイスラエル南部でパレスチナの武装勢力による越境攻撃が行われた。部隊はまず民間バスに向けて発砲した。その数分後、イスラエルとエジプトの国境沿いを巡回中のイスラエル軍の隣で爆弾が爆発した。3度目の攻撃では対戦車ミサイルが民間の車両に命中し、民間人４人が死亡した。

### 反響作戦（2012年3月）

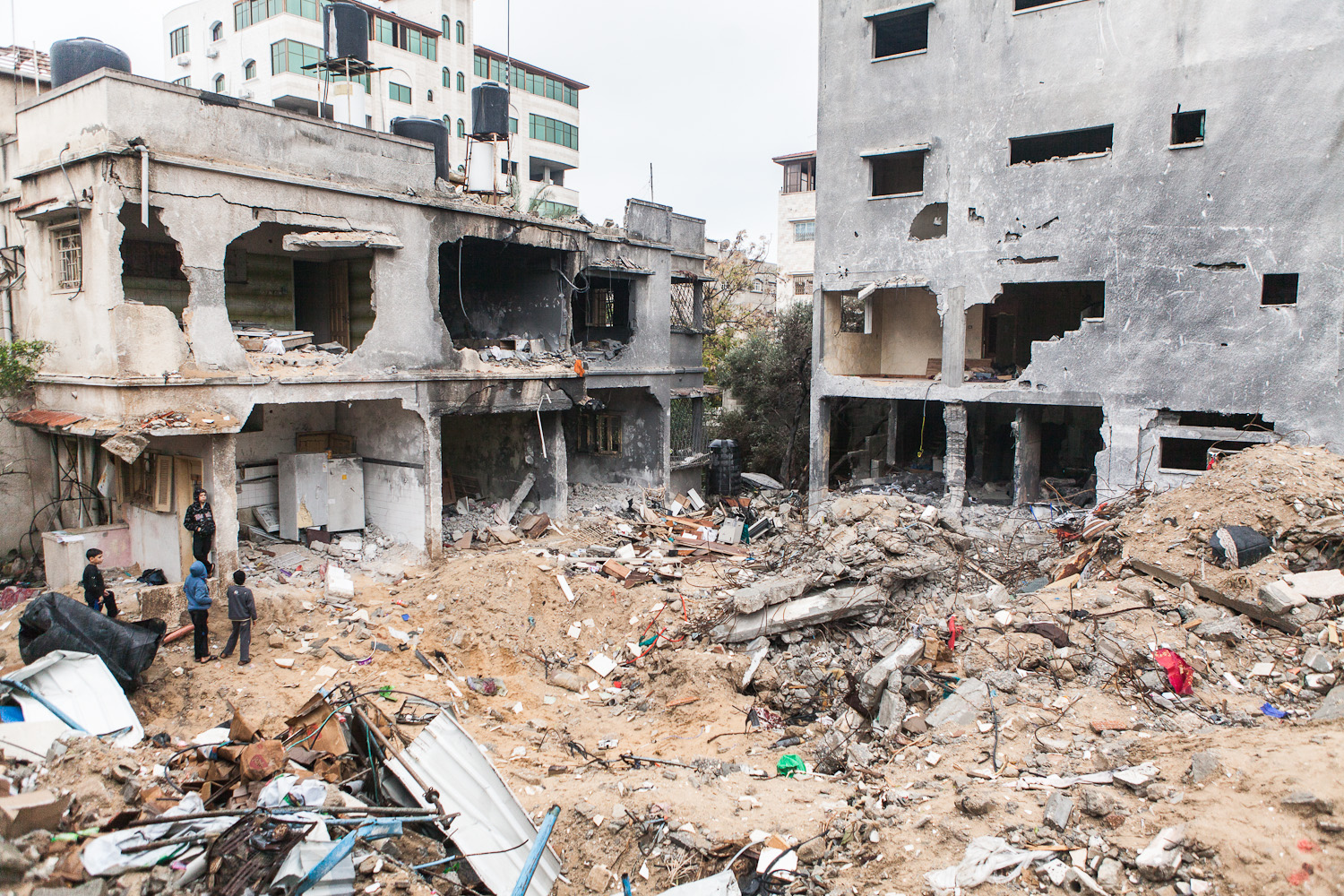
ガザ市の破壊された家（2012年12月）

2012年3月9日から5日間にわたって、イスラエル軍は2011年の越境攻撃に関与した疑いのある過激派の人民抵抗委員会とイスラーム聖戦に対して空爆を実行した。2008-2009年の紛争以来、ガザ地区で最悪の暴力事件となった。

### 防衛の柱作戦（2012年11月）

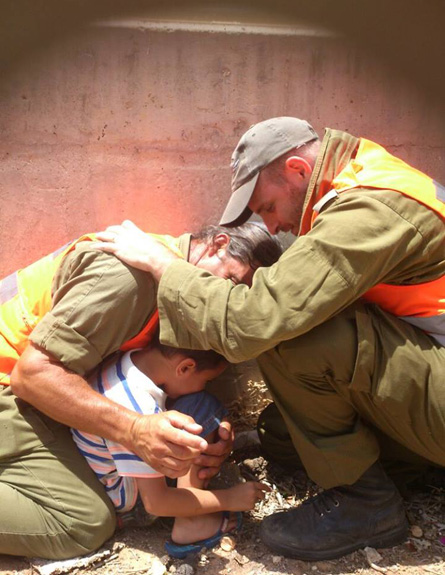
4歳の男の子を守るイスラエル兵（2014年7月）

2012年10月下旬、イスラエルとガザ地区の攻撃は激しさを増した。イスラエルは11月14日に「防衛の柱作戦」を実行し、ハマースの軍事部門責任者であったアフマド・ジャアバリーを殺害した。作戦中にイスラエルの民間人4名と兵士1名がパレスチナのロケット弾攻撃によって死亡した。パレスチナ人権センターによるとパレスチナ人は158人が死亡し、そのうち民間人102人、過激派55人、警察官1人であったと発表している。なおイスラエル軍はパレスチナ人の死者を177人としており、うち120人が戦闘員であったと主張している。戦闘の大半は爆撃、砲撃、ロケット弾で、ガザ地区とイスラエル南部が被害を受けた。アメリカ合衆国、イギリス、カナダ、ドイツはイスラエルの自衛権を支持し、パレスチナ側のロケット弾攻撃を非難した。一方、イラン、エジプト、トルコ、朝鮮民主主義人民共和国、その他いくつかのアラブおよびイスラム国家はイスラエルを非難した。

### ガザ紛争（2014年）
2014年、イスラエルとハマースの戦闘は再び激化した。イスラエル軍はハマースのロケット弾攻撃に対抗して7月8日に「境界防衛作戦」を開始した。ガザ地区を空爆し、17日からは地上侵攻が始まった。戦闘は50日間続いた後、8月26日に両者が停戦に合意した。国際連合人道問題調整事務所によると、1,483人の民間人を含むパレスチナ人と、66人の兵士を含む71人のイスラエル人が死亡し、2008年から2009年の紛争を上回る被害が出た。

### 2018年の国境抗議運動
ガザ・イスラエル国境付近でパレスチナ人による土地の日の抗議が発生した。抗議者はイスラエル軍と衝突し、168人のパレスチナ人が死亡した。

### 2018年11月の衝突
2018年11月11日、ガザ地区南東部でイスラエル軍が行った秘密作戦が失敗し、パレスチナ人過激派7人が死亡、イスラエル軍は士官1名が死亡、1名が負傷した。戦闘は激化し、ガザからは十数発のロケット弾が発射されたが、そのうち3発は撃墜された。一連の激しい銃撃戦の後、2018年11月13日に停戦で合意した。

### 2019年3月
2019年3月25日、イスラエルのミシュメレットにロケット弾攻撃があり、7人が負傷した。イスラエル軍は実行犯をハマースと断定し、イスマーイール・ハニーヤの事務所やガザ市のハマースの軍事情報本部など、ガザ地区の複数の攻撃目標に航空機を派遣した。

### 2019年5月の衝突
5月3日、ガザ・イスラエル国境で行われていた抗議運動の最中にイスラーム聖戦がイスラエル軍兵士を狙撃し、2名が負傷した。イスラエルはガザ地区を空爆し、4人のパレスチナ人が死亡した。さらに、他のパレスチナ人2人が死亡、60人が負傷し、そのうち36名がイスラエル軍の銃撃により負傷した。
ガザ地区の武装勢力はイスラエルに向けて数百発のロケット弾を発射し、イスラエル空軍は反撃としてガザ地区内の多数の目標を攻撃した。さらに、イスラエルはガザとイスラエルの国境付近での軍隊の駐留を強化した。

### 黒帯作戦（2019年11月）
2019年11月12日、イスラエルは「黒帯作戦」を実施し、イスラーム聖戦のBaha Abu al-Ata司令官を殺害し、Akram al-Ajouri上級司令官の家を攻撃した（対象の殺害は未遂に終わる）。イスラーム聖戦は報復としてテルアビブに向けて長距離ミサイルを発射し、民間人数名が負傷した。ミサイル攻撃を受けてイスラエルはガザ地区を空爆・砲撃し、数人の戦闘員と民間人が死傷した。48時間後に停戦が発効したが、一部の武装勢力は戦闘を続けた。

### 2021年4月
2021年4月15日、イスラエル南部にロケット弾が発射された。イスラエル軍はガザ地区の兵器生産施設、武器密輸用のトンネル、ハマースの駐屯地などに軍事作戦を実施した。

### 2021年5月の衝突
5月10日、ハマースはエルサレム旧市街のアル＝アクサー・モスクからイスラエル軍の撤退を要求した。期限が過ぎてから数分後、ハマースはガザからイスラエルにロケット弾150発以上を発射した。イスラエルは反撃としてガザ地区の空爆を実施した。

### 夜明け作戦（2022年8月）
ヨルダン川西岸地区でイスラーム聖戦の幹部を逮捕されたことを受け、イスラエルは2022年8月5日より、パレスチナ人の報復を予防するためにガザ地区を空爆した。

### 2023年4月の衝突
2023年4月のアル・アクサ敷地内で発生したイスラエル警察とパレスチナ人の衝突の余波で、パレスチナ武装勢力はガザ地区とレバノンからイスラエルにロケット弾を発射した。

### シールド作戦（2023年5月）
2023年5月9日、イスラエルは「シールド作戦」と呼ばれるガザ地区への一連の空爆を実施し、パレスチナ側はイスラエルに対してロケット弾で攻撃した2023年5月13日に停戦が合意されるまで続いた。

### ガザ紛争（2023年10月-進行中）

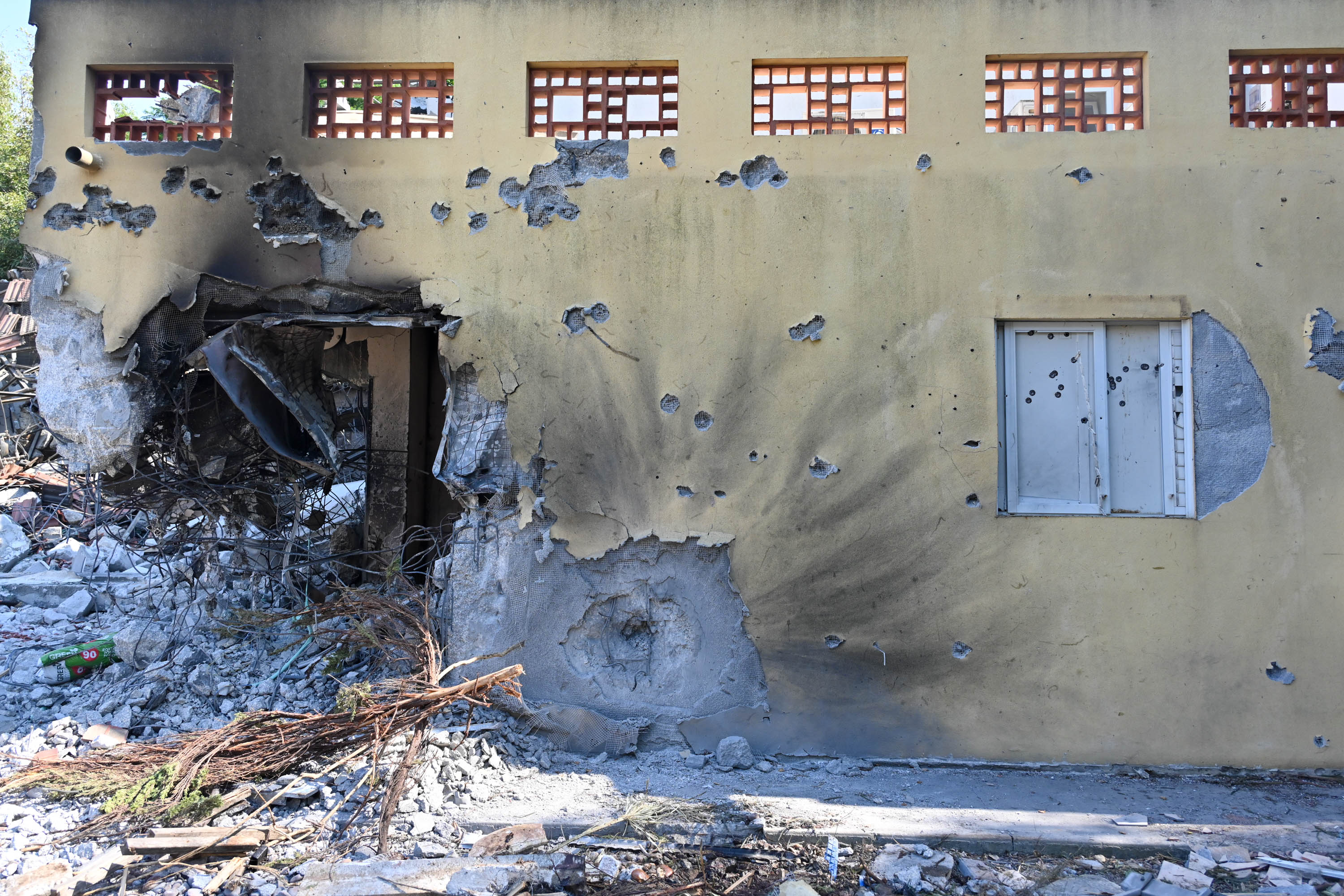
ハマースによって破壊されたイスラエル・ベエリの家（2023年10月11日）

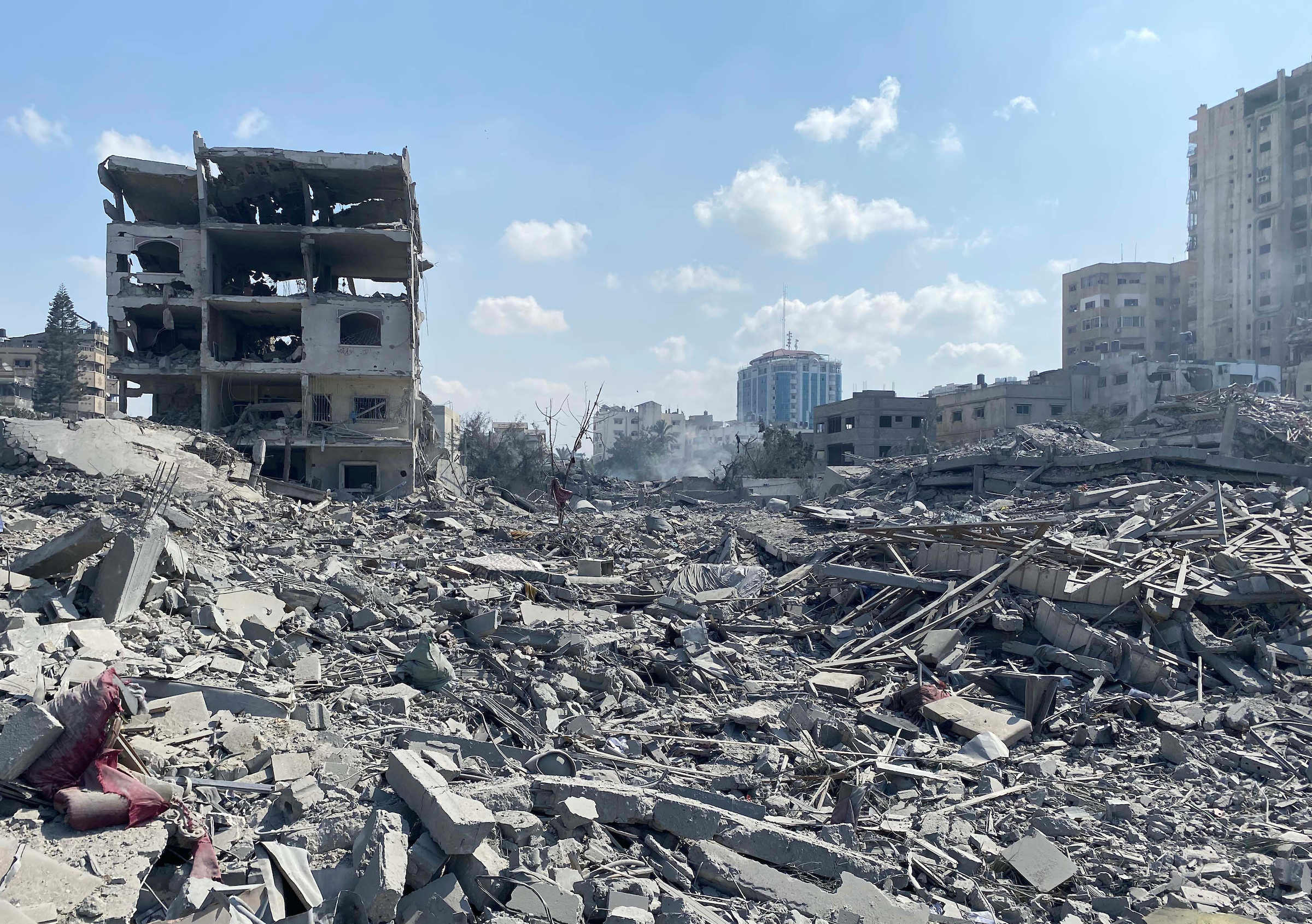
イスラエルの爆撃によるガザ市の被害（2023年10月10日）

2023年10月7日、ハマースを中心とした過激派はイスラエルを奇襲し、市民の虐殺、誘拐を行った。翌日イスラエルはハマースに宣戦布告し、10月末にガザ地区へ侵攻した。
11月6日時点で死者はイスラエルが1400人、パレスチナが1万人以上とみられている。イスラエルでは第四次中東戦争以降最多、ガザ地区では2007年以降にガザ地区で発生したすべての紛争で殺害された合計を上回る死者を記録し、過去最悪の戦闘となっている。

## 国際的な反応
国際連合
潘基文事務総長は、ガザ地区の諸派によるカッサームロケット弾攻撃は「完全に容認できない」との考えを述べ、パレスチナ自治政府は「法と秩序を回復し、すべての派閥が停戦を遵守するために必要な措置を講じるべき」との考えを示した。また、「ガザでのイスラエルの軍事作戦による民間人の死傷者数の増加を深く懸念している」と述べ、イスラエルに対し「国際法を遵守し、その行動が民間人を標的にしたり、民間人を危険にさらしたりしないことを徹底する」よう求めた。
 アメリカ
ガザ地区からのロケット弾攻撃によって女性が死亡した後、米国政府の代表は、イスラエルには自衛の権利があるとの立場を再確認した。広報担当国務次官補のショーン・マコーマックは「我が国は民間人の死傷者を出さずにテロリストを標的にすることの難しさを認識している」と述べた。アメリカ合衆国はイスラエルの最大軍事援助国で、援助額は1,240億ドルを超える。
 トルコ
2014年の紛争でエジプトがイスラエルを支援していることについて、レジェップ・タイイップ・エルドアン首相は、エジプトのアブドルファッターフ・アッ＝シーシー大統領を「不当な暴君」と呼んで非難した。またイスラエルについては「この態度を続ければ、間違いなく国際法廷で裁かれるだろう」とも述べた。2023年11月15日、エルドアン大統領はイスラエルを「テロ国家」と呼び、イスラエルを支援する西側諸国についても非難した。
 ボリビア
2009年にイスラエルと断交した。2014年7月、ボリビア政府はイスラエルを「テロ国家」と呼び、イスラエル人に対するビザ制限を強化した。2020年に外交関係が復活したが、2023年10月の戦争でイスラエルがガザに対して「攻撃的で不釣り合いな武力攻勢」に出ているとして、2023年10月31日に再び断交した。
 インドネシア
インドネシア政府と国民はガザを非常に懸念している。人道援助や寄付、現地で働くことを志願した国民もいた。インドネシアはガザ地区にインドネシア病院という名前の病院を建設し、2015年に開院した。インドネシア病院は3年後にイスラエルの爆撃の被害を受けた。
 エジプト
アブドルファッターフ・アッ＝シーシー大統領は、エジプトがシナイ半島にパレスチナ難民キャンプの設置を認めないのは、そのキャンプからテロリストが出た際にエジプトが責任を問われるからだと説明している。ガザ・エジプト国境は封鎖されているが、2023年の戦争では人道援助物資の通過を許可した。

### その他

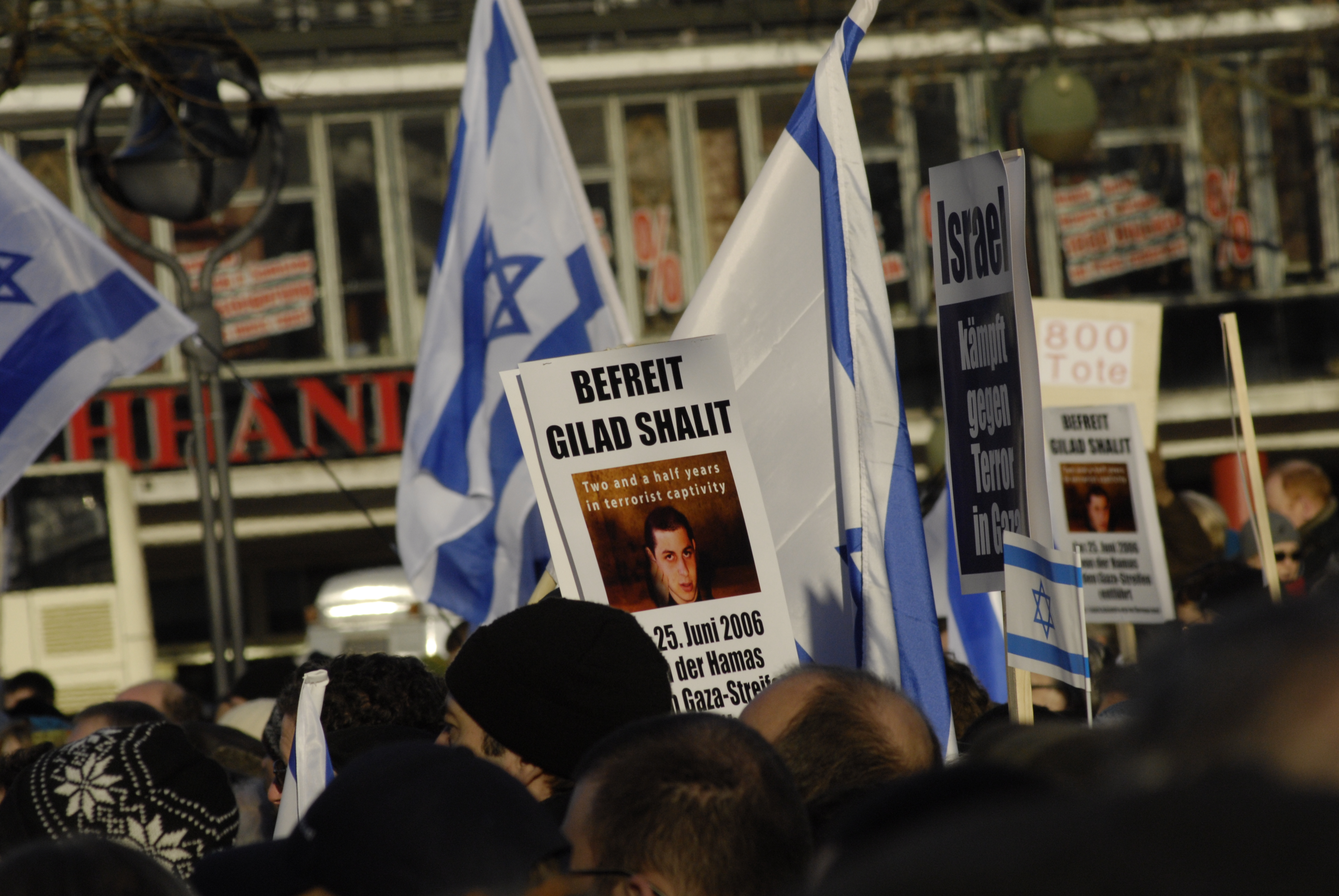
親イスラエル派によるデモ（ベルリン、2009年）

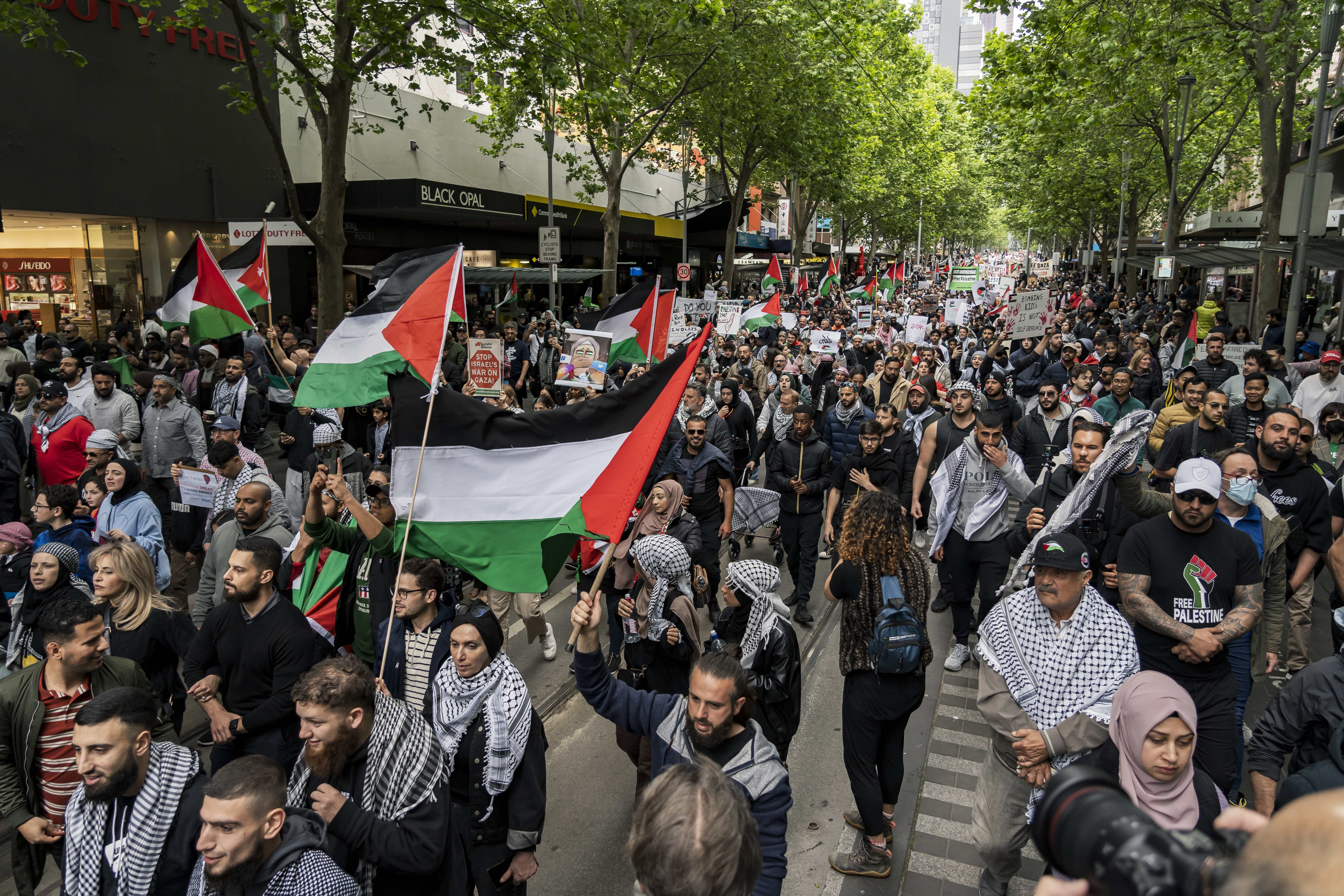
親パレスチナ派によるデモ（メルボルン、2023年10月）

アイルランド政府は「イスラエル側の不釣り合いな軍事行動による容認できないほど高い民間人の死傷率と、ハマースや他の武装勢力によるイスラエルへのロケット弾発射の両方」を非難している。
2016年アメリカ合衆国大統領選挙中、民主党候補のバーニー・サンダースはガザ地区に対するイスラエルの対応を批判し、特にネタニヤフ首相が「過剰反応」して不必要な民間人の死を引き起こしたと批判した。また2014年紛争について「1万人以上の罪のない人々が殺害された」と述べたが、ユダヤ人団体の名誉毀損防止同盟は「死者数を誇張している」として撤回を求めた。サンダースは死者数の修正を受け入れ、記録を正すためにあらゆる努力をすると述べた。

## 影響

### ガザ地区の分離壁
NGOと国連によれば、ガザ紛争と封鎖によりガザの生活環境は悪化しており、2020年までに居住できなくなる可能性があると推定している。

#### 2023年

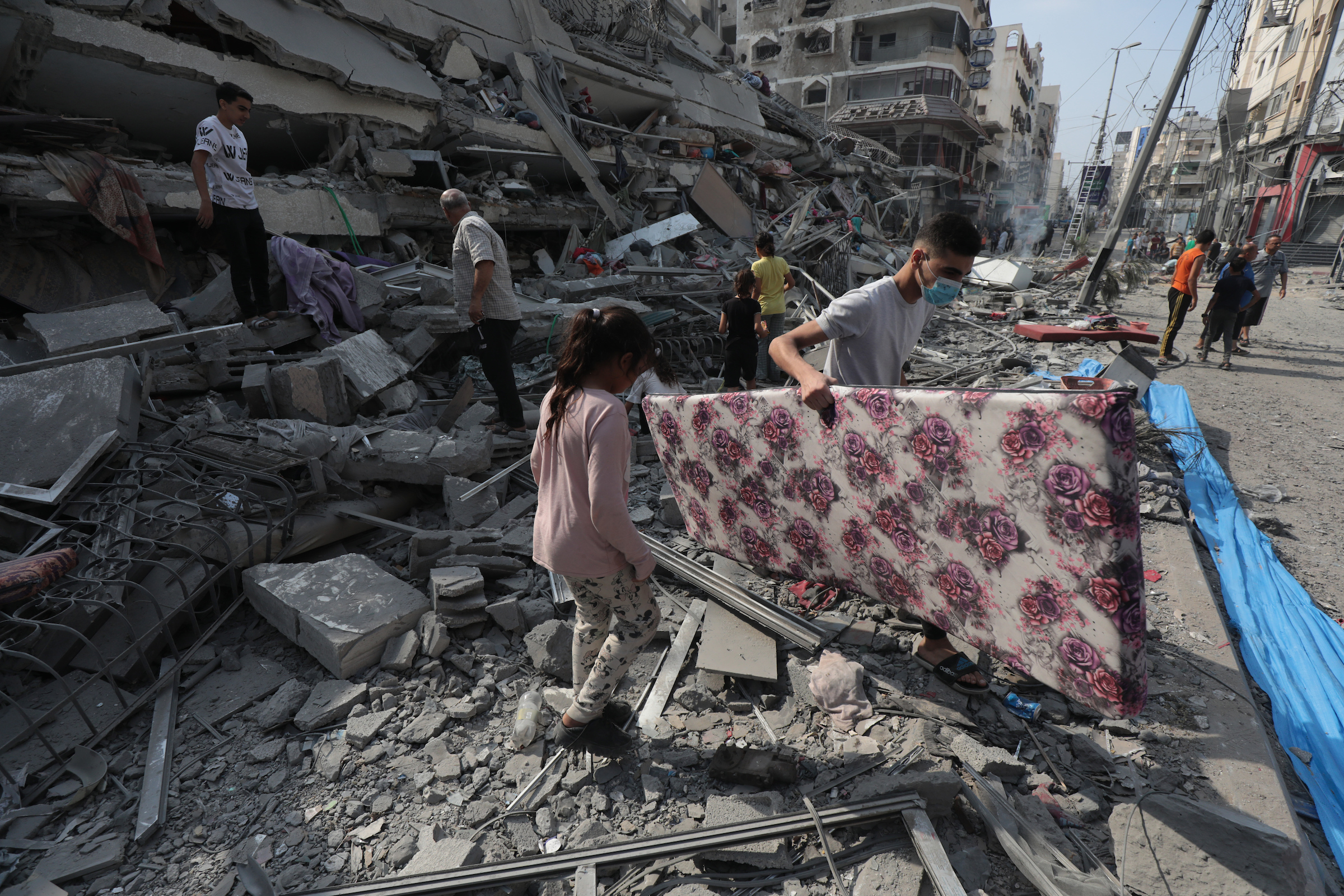
イスラエル軍の空爆で破壊されたアパートの廃墟を視察する住民たち（2023年）

ガザの人道状況は「危機」や「大惨事」と呼ばれるほど悪化している。イスラエルによる包囲の結果、ガザは燃料、食料、医薬品、水、医療用品の不足に直面している。国際連合人道問題調整事務所のマーティン・グリフィスは「ガザの民間人を取り囲む縄はきつくなっている」と述べた。10月13日、国際連合パレスチナ難民救済事業機関（UNRWA）事務局長のフィリップ・ラザリーニは「展開する人道危機の規模とスピードは、骨が凍るようなものだ」と述べた。
10月16日、ガザの医師らは病院の混雑と遺体の埋葬が行われていない状態で、病気の蔓延が差し迫っていると警告した。同日、世界保健機関は「本当の大惨事」が起こるまで「水、電気、燃料は24時間しか残っていない」と述べた。10月18日、アメリカ合衆国はガザへの人道支援を求める国連決議に拒否権を発動した。世界保健機関は、ガザの状況は「制御不能になりつつある」と述べた。
10月20日、国境なき医師団は「現在ガザにいる全員の運命を深く憂慮している」と述べた。10月21日、国際連合児童基金、世界保健機関、国際連合開発計画、国際連合人口基金、国際連合世界食糧計画は共同声明で「（ガザのために）世界はもっと行動しなければならない」と述べた。10月22日、UNRWAは3日以内に燃料が枯渇し、その結果「水がなくなり、機能する病院やパン屋もなくなる」と発表した。

### イスラエル
紛争のため、イスラエルは南部のコミュニティや都市での防衛措置を強化している。これには、既存の建造物や防空壕への要塞の建設、警報システム（レッドカラー）の開発、防空システム（アイアンドーム）の構築が含まれる。

## 関連作品
映画
- ガザの美容室（2015年、パレスチナ・フランス・カタール合作、原題：Degrade）

ドキュメンタリー映画
- ガーダ パレスチナの詩（2006年、日本）
- ガザ・サーフ・クラブ（2016年、ドイツ、原題：Gaza Surf Club）
- ガザ 素顔の日常（2019年、アイルランド・カナダ・ドイツ合作、原題：Gaza）